# Thermocyclops orghidani
Thermocyclops orghidani – gatunek widłonoga z rodziny Cyclopidae. Nazwa naukowa tego gatunku skorupiaków została opublikowana w 1981 roku na podstawie prac naukowych rumuńskiego zoologa Corneliu Pleșa.